# Talsperre Rastan
Die Talsperre Rastan liegt im Gouvernement Homs, Syrien. Sie staut den Orontes. Die Stadt Rastan liegt flussabwärts in unmittelbarer Nähe der Talsperre. Ungefähr 20 km flussaufwärts befindet sich der See von Homs.
Die Talsperre wurde von 1958 bis 1960 errichtet. Sie dient der Bewässerung von ca. 60.000 Hektar.

## Absperrbauwerk
Das Absperrbauwerk ist ein Erdschüttdamm mit einer Höhe von 67 m. Die Länge der Dammkrone beträgt 375 m. An der Basis ist der Damm 230 m und an der Krone 11 m breit. Das Volumen des Bauwerks liegt bei 1,84 Mio. m³. Der Staudamm verfügt über eine Hochwasserentlastung an der linken Seite. Über die Hochwasserentlastung können maximal 1.500 m³/s abgeleitet werden.

## Stausee
Bei Vollstau fasst der Stausee 228 (bzw. 250) Mio. m³ Wasser.